# 邵智君
邵智君（1967年—），中華民國陸軍中將，砲兵科出身，現任總統府中將侍衛長，曾任陸軍司令部少將副參謀長、陸軍司令部人事軍務少將處長、陸軍砲兵訓練指揮部少將指揮官、五八砲兵指揮部少將指揮官。畢業於陸軍軍官學校1991年班（80年班）和美國陸軍戰爭學院。